# The Dwarves Must Die
| Críticas profissionais | Críticas profissionais |
| Avaliações da crítica  | Avaliações da crítica  |
| Fonte                  | Avaliação              |
| ---------------------- | ---------------------- |
| Pitchfork              | [ 1 ]                  |
| Allmusic               | [ 2 ]                  |

```
The Dwarves Must Die
 é o lançamento de 2004 da banda 
punk
 americana 
Dwarves
 . É o primeiro lançamento da banda pelo selo 
Sympathy for the Record Industry
 . Há várias participações especiais, incluindo 
Dexter Holland
 do 
The Offspring
, Nash Kato do 
Urge Overkill
, o ícone do 
Desert rock
 
Nick Oliveri
,
[
3
]
 
Josh Freese
 do 
The Vandals
, 
Spike Slawson
 do 
Me First e Gimme Gimmes
, o rapper gangster 
San Quinn
, DJ Marz e até o próprio Space Ghost original, Gary Owens .  O afastamento bastante livre do som thrash / punk / ruído padrão é óbvio neste lançamento, um pouco mais do que nas produções anteriores dos [Dwarves],
```

talvez porque eles tenham produzido música por
quase 20 anos; no entanto, o som original dos [dwarves] aparece claramente em várias faixas.
A faixa-título aparece na trilha sonora do filme de comédia de 2009 Observe and Report .

## Lista de músicas
| N.º | Título | Duração |  |

1. "Bleed On" - 2:43
2. "FEFU" - 2:52
3. "Salt Lake City" - 2:07
4. "Dominator" - 1:02
5. "Demented" - 2:31
6. "Blast" - 1:15
7. "Like You Want" - 3:00
8. "Relentless" - 1:41
9. "Massacre" - 3:03
10. "Runaway No. 2" - 1:40
11. "Go!" - 1:30
12. "Another Classic" - 1:02
13. "Christ On A Mic" - 2:51
14. "Downey Junior" - 1:50
15. "The Dwarves Must Die" - 1:23

## Pessoal
- Guitarra: Aquele que não pode ser nomeado
- Engenheiro: Bradley Cook
- Engenheiro: Trevor Qualquer
- Baixo: Tony Lombardo
- Vocal: Blag Dahlia
- Baixo / voz: Rex tudo
- Engenheiro: Eric Valentine